# Göran Zetterquist
Göran Zetterquist, född 24 januari 1934 i Eskilstuna, död 19 januari 1988, var en svensk jurist som var lagman i Tierps tingsrätt från 1983 till sin död 1988.
Zetterquist blev juris kandidat vid Stockholms högskola 1954 och genomförde sin tingstjänstgöring 1955-1958 innan han blev fiskal i Svea hovrätt 1958. Han blev rådman i Södertörns tingsrätt 1972, vattenrättsdomare 1973, rådman i Handens tingsrätt 1974 och var lagman i Tierps tingsrätt 1983-1988.
Zetterquist var son till hovpredikant Martin Zetterquist och han maka Ellen, född Indebetou. Han var gift från 1943 till 1972 med Agnes, född Riben 1940.